# پارک لوکزامبورگ

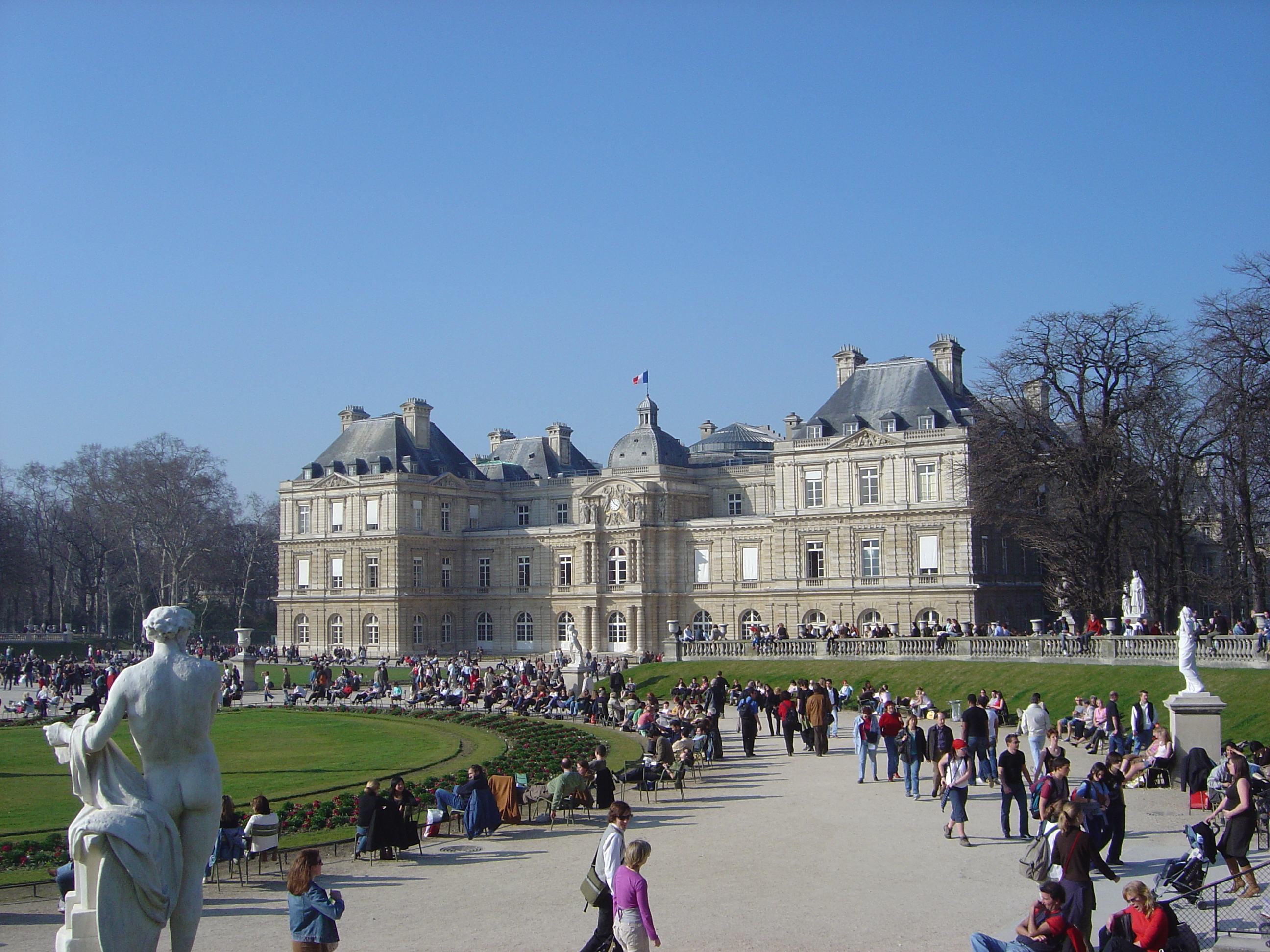
کاخ لوکزامبورگ و پارک آن

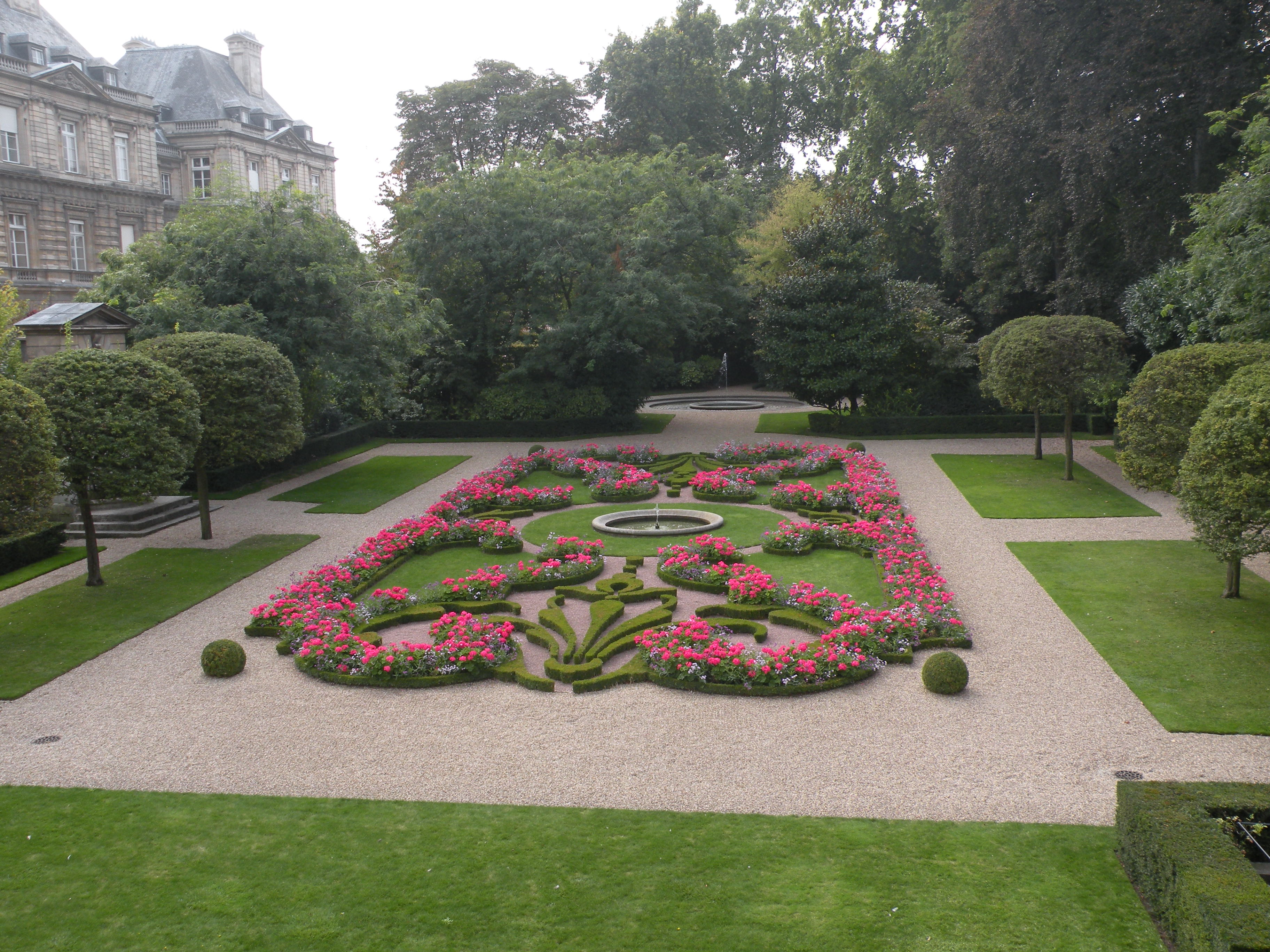
پارک لوکزامبورگ

پارک لوکزامبورگ (به فرانسوی: Jardin du Luxembourg) پارکی عمومی است که در منطقه ۶ پاریس واقع شده‌است. این پارک در سال ۱۶۱۲ با درخواست ماری مدیچی ایجادشد تا کاخ لوکزامبورگ را همراهی کند. این پارک در زمان امپراتوری اول فرانسه تحت نظر ژان-فرانسوا-ترز شالگرین مرمت شده‌است و اکنون جزو سنا ی فرانسه محسوب
می‌شود.
وسعت این پارک ۲۳ هکتار است که ۲۱ هکتار آن به روی عموم باز است. این پارک با مجسمه‌ها و گل‌های زیادی تزئین شده‌است. پارک لوکزامبورگ بازدیدکنندگان زیادی را از سراسر جهان به خود جلب کرده‌است.
1. ↑  «نسخه آرشیو شده» (PDF). بایگانی‌شده از اصلی (PDF) در ۲۷ سپتامبر ۲۰۲۰. دریافت‌شده در ۱۴ مه ۲۰۲۰.